# Excoecaria bantamensis
Excoecaria bantamensis är en törelväxtart som beskrevs av Johannes Müller Argoviensis. Excoecaria bantamensis ingår i släktet Excoecaria och familjen törelväxter. Inga underarter finns listade i Catalogue of Life.